# Johannes Arnold (Schriftsteller)
Johannes Arnold (* 17. Juli 1928 in Chemnitz; † 5. Dezember 1987 in Karl-Marx-Stadt) war ein deutscher Schriftsteller.

## Leben
Nach dem Besuch der Volksschule in Chemnitz nahm er 1943 eine Lehre als Kanzleiangestellter auf, die er 1946 abschloss, nachdem sie durch den Zweiten Weltkrieg unterbrochen war. Anschließend nahm er beim Rat der Stadt Chemnitz eine Arbeit auf. Ebenfalls 1946 trat er in die SED ein. Ab 1955 war er als freischaffender Schriftsteller und Journalist tätig und gleichzeitig Redakteur der Kulturzeitschrift „Blickpunkt“. Arnold schrieb u. a. Romane, Erzählungen und Hörspiele und übernahm 1963 den Vorsitz des Schriftstellerverbandes des Bezirkes Karl-Marx-Stadt.

## Auszeichnungen
- Kunstpreis „Kurt Barthel“ des Bezirkes Karl-Marx-Stadt (1962, 1969, 1972)
- Ernst-Moritz-Arndt-Medaille (1972)
- Aktivist der sozialistischen Arbeit
- Verdienter Aktivist
- Verdienstmedaille der DDR
- Kurt-Barthel-Medaille
- Vaterländischer Verdienstorden in Bronze (1978)[2]
- Vaterländischer Verdienstorden in Gold (1984)[3]

## Werke (Auswahl)
- Die frommen Henker von St. Marien. Erzählung, 1956
- Das letzte Urteil. Erzählung, 1958
- Tausend Hände. Erzählung, 1959
- In erster Stunde. Roman, 1961
- Die Spielmänner. Roman, 1962
- Die Frau an der Acht. Hörspiel, 1963
- Ein Mann namens Darluschke. Hörspiel, 1966
- Aufstand der Totgesagten. Roman, Halle (Saale): Mitteldeutscher Verlag 1969
- Abenteuer mit Flip-Flop, Halle: Mitteldeutscher Verlag 1970
- Hieronymus Lotter, Halle/Leipzig; Mitteldeutscher Verlag 1979
- Solange du lebst, Halle/Leipzig: Mitteldeutscher Verlag 1983
- Krumhermersdorfer Hochzeitsnacht, Rudolstadt: Greifenverlag 1984
- Feldmarschall Holk, Halle/Leipzig: Mitteldeutscher Verlag 1985
- Striegistaler Gartenfest, Rudolstadt: Greifenverlag 1987